# مزگان
مزگان روستایی در دهستان خورهه بخش مرکزی شهرستان محلات استان مرکزی ایران است.مزگان دارای باغ های انگور, گردو ، بادام ، سبری و کشتزارهای گندم و جو میباشد.
این روستا به خاطر شیره های انگورش معروف است و سالانه انگور های زیادی در این روستا برداشت میشود.
مردم مزگان دارای اصالت بوده و از نسل کربلایی غلامحسین نصیری مزگانی هستند که فردی دانا ، توانمند و تیراندازی ماهر بوده که به تنهایی امنیت قلعه و روستای اختصاصی خود را تامین می کرده و در سالهای خشکسالی به نیازمندان دور و نزدیک کمک رسانده است. همچنین ایشان استاد شکسته بندی بوده و دارای مهارت ویژه ای بوده که از نسل ایشان بزرگان شکسته بندی نظیر مرحوم حاج قدرت الله نصیری ، مرحوم حاج فضل الله نصیری و مرحوم حاج غلامعلی نصیری به جامعه خدمت رسانی کرده اند.

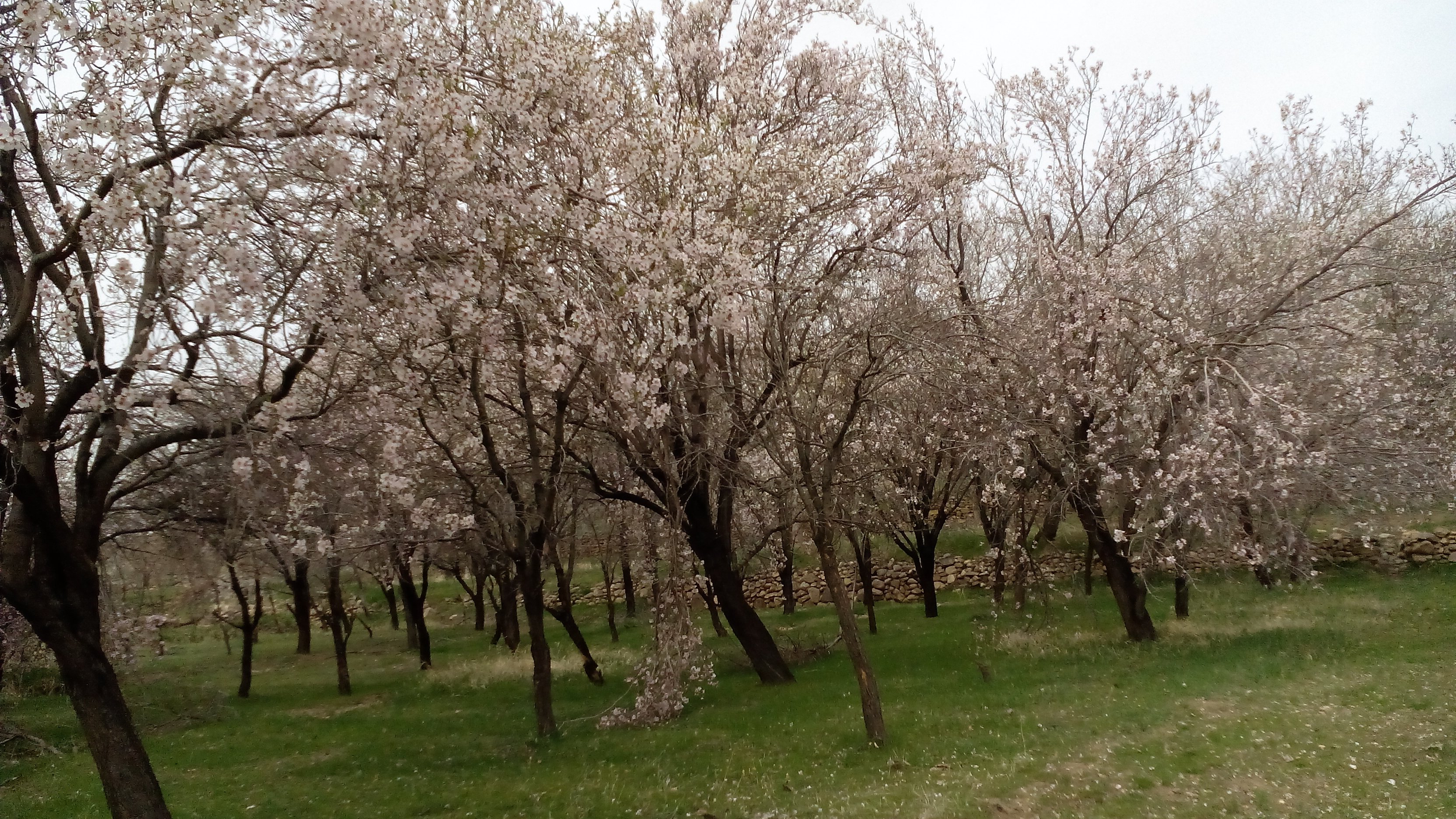
روستای مزگان - باغ بادام

## جمعیت
بر پایه سرشماری عمومی نفوس و مسکن در سال ۱۳۹۵ جمعیت این روستا ۱۰ نفر (۴خانوار) بوده‌است.